# 森泰士
森泰士（日语：／ Mori Taishi，1976年4月17日—），日本漫畫家。出身於三重縣度會郡御薗村（現伊勢市），現居住於東京都國分寺市。男性。O型血。
作品有2002年至2005年在《週刊少年Sunday》連載的《伊手高中柔道社》，2006年至2007年在同一雜誌連載的《戀愛戰隊RANGEMAN》，以及2009年至2012年在小學館月刊雜誌《月刊少年Sunday》上連載的故事漫畫《戀愛貓貓》。

## 來歷、人物
森泰士畢業於三重縣立伊勢高等學校、靜岡大學人文學院社學系。出道前，他曾以筆名「森田醫師」參加河合克敏的《柔道小霸王》一書中的活動企劃，並獲得大獎。
1999年，他以《丁髷總長》獲得漫畫學院獎。2000年以（《週刊少年Sunday超》）首次亮相。
在《X光室的奇蹟》第9冊的頁尾宣布已經離婚。就在他剛推出以他妻子為原型的AI角色時，就發生了這樣的事情，他慌亂得不知道該怎麼辦才好。

## 作品列表

### 漫畫作品

#### 連載
- 茂志田★諸君!!（《週刊少年Sunday超（日语：週刊少年サンデーS）》2001年8月25日號—2002年1月25日號）
- 伊手高中柔道社（日语：いでじゅう!）（《週刊少年Sunday》2002年33號—2005年30號）
- 戀愛戰隊RANGEMAN（日语：RANGEMAN）（《週刊少年Sunday》2006年27號—2007年39號）
- 戀愛貓貓（日语：まねこい）（《月刊少年Sunday》2009年6月號—2012年3月號）
- 天然萌少女明日香（《月刊！Spirits》2009年10月號—2013年9月號）
- 再會吧！青春小鳥（原作：中田永一，《月刊少年Sunday》2013年4月號—2014年8月號）
- X光室的奇蹟（原作：橫幕智裕（日语：横幕智裕），《Grand Jump》2015年22號[3]—連載中）
- 在開發部工作的結小姐（英语：Asoko de Hataraku Musubu-san）（《月刊少年Sunday》2017年12月號[4]—2025年2月號[5]）

#### 短篇
- （《週刊少年Sunday超（日语：週刊少年サンデーS）》2001年5月25日號）—收錄於《茂志田★諸君!!》。
- （《週刊少年Sunday》2002年12號）
- 丁髷加油！（《少年Sunday超》2002年5月25日號）—收錄於《茂志田★諸君!!》。
- （《少年Sunday超》2003年4月25日號）—收錄於《茂志田★諸君!!》。
- 伊手高中柔道社外傳 丁髷的春天（日语：いでじゅう!）（《少年Sunday超》2003年4月25日號）—《少年Sunday特別增刊R（日语：少年サンデー特別増刊R）》2003年11月9日號再發表。
- 伊手高中柔道社外傳（《少年Sunday超》2004年5月25日號）
- 《鋼之鍊金術師》第9冊—附加漫畫貢獻。
- 伊手高中柔道社外傳（《少年Sunday超》2005年9月25日號）
- （《少年Sunday超》2008年1月25日號）
- （《月刊少年Sunday》2009年6月號別冊附錄）
- （《月刊少年Champion（日语：月刊少年チャンピオン）》2014年9月號[6]）
- （《快樂快樂兄貴（日语：コロコロアニキ）》第3號）
- （《Grand Jump》2015年17號）

### 書籍
- 《茂志田★諸君!!》，小學館〈少年Sunday Comics〉，2004年5月發行 ISBN 4-09-127081-6
- 《伊手高中柔道社（日语：いでじゅう!）》，小學館〈少年Sunday Comics〉2002年—2005年，全13冊
- 《戀愛戰隊RANGEMAN（日语：RANGEMAN）》，小學館〈少年Sunday Comics〉2006年—2007年，全6冊
- 《戀愛貓貓（日语：まねこい）》，小學館〈少年Sunday Comics〉2009年—2012年，全7冊
- 《天然萌少女明日香》，小學館〈Big Comics Special〉2010年—2013年，全4冊
- 《再會吧！青春小鳥》，原作：中田永一，小學館〈月刊少年Sunday Comics Special〉2013年—2014年，全3冊
- 《X光室的奇蹟》，原作：橫幕智裕（日语：横幕智裕），集英社〈Young Jump Comics〉2016年—，已出版18冊（截至2025年5月19日）
- 《在開發部工作的結小姐（英语：Asoko de Hataraku Musubu-san）》，小學館〈月刊少年Sunday Comics〉2018年—2025年，全7冊

### 其它
- 日清咚兵衛廣告（2022年）人物設定[7][8]

## 腳注

## 外部連結
- 森泰士的X（前Twitter） （日語）